# Бурды
 Бурды  — село в Тукаевском районе Татарстана. Административный центр Бурдинского сельского поселения.

## География
Находится в северо-восточной части Татарстана на расстоянии приблизительно 15 км на юг от районного центра города Набережные Челны.

## История
Известно с 1678 года. В 1888 году здесь была построена Спасская церковь (не сохранилась, работала до 1939 года), часовня, школа Министерства народного просвещения (в 1925 году преобразована в школу крестьянской молодёжи, впоследствии становится семилетней), церковно-приходская женская школа, базар, хлебозапасный магазин, 2 водяные мельницы, 2 кузницы, 2 крупообдирки, винная и 3 бакалейные лавки. В 1925 году формируется Бурдинский сельский Совет. К 1958 году были сданы в эксплуатацию клуб на 300 мест, библиотека, отдельные здания для медицинского пункта и сельсовета. В 1958 году провели электричество и радио в дома. В 1973 году деревни Бурды, Бурдыбаш и Евлево подключаются к водоснабжению. В 1966 году открывается детский сад. В 1972 году в деревнях начали пользоваться газовыми баллонами. До 1970 года колхоз носил имена Ленина, Чапаева, "Красный партизан" и "Правда". В 2001 году переименовали в совхоз "Чулпан". В 2001-2005 - СПК Бурды. С 2009 года - ООО агрофирма "Тукаевская продовольственная корпорация". Гордость села - кряшенский народный фольклорный ансамбль «Борды» - существует не один десяток лет и ежегодно участвует в районных и республиканских фестивалях и праздниках. В селе есть средняя школа (69 учащихся) - директор Утяшов Валерий Михайлович. 
Село Бурды - одно из 197 кряшенских деревень в Республике Татарстан. Имеется кряшенский приход (годы строительства 2005-2010). 

## Население
Постоянных жителей было: в 1795—214 душ мужского пола, в 1870—838, в 1897—1221, в 1920—1716, в 1926—1378, в 1938—1326, в 1949—877, в 1958—852, в 1970—883, в 1979—665, в 1989—533, 509 в 2002 году (татары 72 %, фактически кряшены), 591 в 2010.